# Ceroctena pictipennis
Ceroctena pictipennis är en fjärilsart som beskrevs av Felder 1874. Ceroctena pictipennis ingår i släktet Ceroctena och familjen nattflyn. Inga underarter finns listade i Catalogue of Life.